# 1822
Évszázadok: 18. század – 19. század – 20. század
Évtizedek: 1770-es évek – 1780-as évek – 1790-es évek – 1800-as évek – 1810-es évek – 1820-as évek – 1830-as évek – 1840-es évek – 1850-es évek – 1860-as évek – 1870-es évek
Évek: 1817 – 1818 – 1819 – 1820 –  1821 – 1822 – 1823 – 1824 – 1825 – 1826 – 1827

## Események

### Határozott dátumú események
- április 23. – Leteszik az főszékesegyház alapkövét.[1]
- április 25. – Az első felszabadított afroamerikai rabszolgák megérkeznek a mai Monrovia területére.[2]
- május 26. – Grue templomának tűzvésze.[3]
- július 26–27. – Simón Bolívar és José de San Martín titkos tárgyalása Guayaquilban.[4]
- szeptember 7. – Brazília kikiáltja függetlenségét.[5]
- december 1. – I. Pétert brazil császárrá koronázzák.[5]

### Határozatlan dátumú események
- az év folyamán –
  - Galileo Galilei művei lekerülnek a római katolikus egyház által tiltott könyvek listájáról.[6]
  - Krakkóban elkezdik a Planty park kialakítását az Óváros körül, az osztrákok által lerombolt városfalak nyomvonalában.

## Születések
- január 1. – Kerényi Frigyes költő, ügyvéd († 1852)
- január 1. – Figyelmessy Fülöp honvéd őrnagy, az amerikai polgárháborúban az északiak ezredese († 1907)
- január 3. – William Nylander finn botanikus és entomológus († 1899)
- február 2. – Barna Ignác fogorvos, költő, az MTA levelező tagja († 1894)
- február 7. – Ðorđe Stratimirović, az 1848–49-es szabadságharcban a szerb felkelők főparancsnoka († 1908)
- március 13. – Irinyi József, magyar hírlapíró, műfordító, a Márciusi ifjak tagja, az 1848. március 15-én kitört pesti forradalom követeléseit összefoglaló 12 pont ötletadója  és első változatának megfogalmazója, országgyűlési képviselő, Irinyi János öccse  († 1859)
- március 14. – Szabó József geológus († 1894)
- április 22.- Ulysses S. Grant politikus,katonatiszt,író,üzletember, az Amerikai Egyesült Államok 18.elnöke 1869-1877 között († 1885)
- május 3. – Bittó István, magyar politikus, miniszterelnök († 1903)
- május 10. – August von Pettenkofen osztrák festőművész († 1889)
- május 13. – Bourbon Assisi Ferenc címzetes spanyol király, II. Izabella spanyol királynő férje (†1902)
- május 20. – Frédéric Passy francia közgazdász, Nobel-békedíjas († 1912)
- május 20. – Josef Seegen osztrák balneológus, fiziológus († 1904)
- május 26. – Edmond de Goncourt író († 1896)
- június 8. – Czetz János honvéd tábornok († 1904)
- június 23. – Máriássy János honvéd ezredes († 1905)
- július 22. – Gregor Mendel, genetikus († 1884)
- október 4.- Rutherford B. Hayes katonatiszt,politikus,ügyvéd,reformer,oktatási támogató,az Amerikai Egyesült Államok 19.elnöke 1877-1881 között († 1893)
- október 19. – Zágonyi Károly 1848-as honvéd főhadnagy, az amerikai polgárháborúban az északiak ezredese, a "springfieldi hős" († 1867)
- október 22. – Orlai Petrich Soma festőművész († 1880)
- október 25. – Dux Adolf bölcsészdoktor, a Kisfaludy Társaság tagja († 1881)
- november 15. – Ábrányi Kornél, zenei író, zeneszerző, zongoraművész, zenepedagógus († 1903)
- november 17. – Récsi Emil magyar jogtudós, műfordító († 1864)
- december 10. – César Franck zeneszerző, orgonaművész († 1890)
- december 27. – Louis Pasteur francia mikrobiológus, kémikus, a veszettség elleni védőoltás kifejlesztője († 1895)

## Halálozások
- január 24. – Ali Tepeleni pasa, albán nemzetiségű oszmán hadvezér, a maga idejében a Balkán-félsziget délnyugati szegletének korlátlan hatalmú ura (* 1741)
- február 21. – Nemesnépi Zakál György őrségi író, az első magyar nyelvű tájmongráfia szerzője (* 1761)
- február 23. – Berzeviczy Gergely, közgazdasági író (* 1763)
- június 25. – E. T. A. Hoffmann, a német romantika kiemelkedő írója, komponista, zenekritikus, karmester, jogász, grafikus és karikaturista (* 1776)
- július 7. – Percy Bysshe Shelley, angol költő (* 1792)
- augusztus 25. – William Herschel, az Uránusz bolygó felfedezője, minden idők egyik legnagyobb megfigyelő csillagásza (* 1738)
- október 25. – Csermák Antal György, zeneszerző (* 1774 körül)
- október 13. – Antonio Canova, velencei olasz szobrász (* 1757)
- december 15. – Verseghy Ferenc, költő, nyelvész (* 1757)